# Шура-Маре
Шура-Маре (рум. Șura Mare) — село у повіті Сібіу в Румунії. Адміністративний центр комуни Шура-Маре.
Село розташоване на відстані 218 км на північний захід від Бухареста, 7 км на північ від Сібіу, 111 км на південний схід від Клуж-Напоки, 113 км на захід від Брашова.

## Населення
За даними перепису населення 2002 року у селі проживали 2575 осіб.
Національний склад населення села:
| Національність | Кількість осіб | Відсоток |
| -------------- | -------------- | -------- |
| румуни         | 2400           | 93,2%    |
| цигани         | 122            | 4,7%     |
| німці          | 41             | 1,6%     |
| угорці         | 12             | 0,5%     |

Рідною мовою назвали:
| Мова      | Кількість осіб | Відсоток |
| --------- | -------------- | -------- |
| румунська | 2412           | 93,7%    |
| циганська | 120            | 4,7%     |
| німецька  | 36             | 1,4%     |
| угорська  | 7              | 0,3%     |